# Fritz Gschweidl
Friedrich „Fritz“ Gschweidl (Vienna, 13 dicembre 1901 – Vienna, 15 aprile 1970) è stato un calciatore austriaco, di ruolo attaccante.

## Palmarès

### Club

#### Competizioni nazionali
- Campionato austriaco: 5

First Vienna: 1930-1931, 1932-1933, 1941-1942, 1942-1943, 1943-1944
- Coppa d'Austria: 3

First Vienna: 1928-1929, 1929-1930, 1936-1937
- Coppa di Germania: 1

First Vienna: 1943

#### Competizioni internazionali
- Coppa dell'Europa Centrale: 1

First Vienna FC: 1931